# Luó
Luo 罗 (spreekt uit als [Lwoh], NIET als [Loe-woo]!) is een Chinese achternaam die zijn oorsprong vindt in de Chinese provincie Guangdong. Volgens een mythe zijn de mensen met de achternaam Luo nakomelingen van Zhurong, de vuurgod.
Zeer oude geschriften vertellen dat de achternaam Luo 罗 vroeger de achternaam Yún 妘 was.
Tijdens de Tang-dynastie kwamen de West-Turkse Khaganaten Kan in China. Zij veranderden hun achternaam naar Luo 罗.
- Vietnamees: La
- Koreaans: 라 (Ra) of 나 (Na)

## Nederland
De Nederlandse Familienamenbank geeft de volgende statistieken weer:
| familienaam | aantal in 1947 | aantal in 2007 |
| ----------- | -------------- | -------------- |
| Luo         | 0              | 102            |
| Law         | 2              | 217            |
| Lo          | 10             | 323            |
| Loh         | 11             | 34             |
|             | totaal: 23     | totaal: 676    |

## Bekende personen met de naam Luó of Law 罗
- Luo Guanzhong
- Xianglin Luo (Lo Hsiang Lin)